# Podomyrma maculiventris
Podomyrma maculiventris é uma espécie de formiga do gênero Podomyrma, pertencente à subfamília Myrmicinae.